# 恩森那达 (市镇)

恩森那达是墨西哥下加利福尼亚州的一个市镇，总面积51,952.26平方公里，占据了下加利福尼亚州的绝大部分。它是墨西哥面积最大的市镇。总人口413,481(2005)，人口密度8/km2。该区首府位于恩森那达市。恩森那达分为24个区。